# 294. strelska divizija (ZSSR)
294. strelska divizija (izvirno rusko 294. стрелковая дивизия; kratica 294. SD) je bila strelska divizija Rdeče armade v času druge svetovne vojne.

## Zgodovina
Divizija je bila ustanovljena septembra 1941 v Lipecku.